# Jan Oppedijk
Jan Oppedijk (IJlst, 28 november 1892 – 29 juni 1985) was een Nederlands politicus van de CHU.
Hij werd geboren als zoon van Jan Oppedijk (1860-1944) en Eelk Tjebbes (1866-1927). Zijn vader had een houthandelbedrijf. Zelf is hij aan de Rijksuniversiteit Leiden afgestudeerd in Indisch Recht waarna hij in 1922 vertrok naar Nederlands-Indië. Oppedijk was daar werkzaam bij de rechterlijke macht en bracht het tot residentie rechter van Batavia. Net als zijn echtgenote zat hij vanaf 1942 enkele jaren in een Jappenkamp. Na de bevrijding keerden beide terug naar Nederland waar hij in 1947 benoemd werd tot burgemeester van zijn geboorteplaats. Tien jaar later ging hij met pensioen.
Oppedijk overleed in 1985 op 92-jarige leeftijd.